# Melibe maugeana
Melibe maugeana is een slakkensoort uit de familie van de Tethydidae. De wetenschappelijke naam van de soort is voor het eerst geldig gepubliceerd in 1960 door Burn.